# Paha
Paha este o localitate din comuna Novo mesto, Slovenia, cu o populație de 32 de locuitori.